# 오타고 대학교
오타고 대학교(University of Otago, 마오리어: Te Whare Wānanga o Otāgo)는 뉴질랜드 남섬 더니딘에 위치한 대학교이다. 오타고 대학교는 뉴질랜드 내에서 가장 오래된 대학교이다. 주로 치과 그리고 의학부분으로 세계적으로 유명하다

## 역사
1860년대에 스코틀랜드의 초기 개척 이주자 종교 지도자 토마스 번즈, 정치가 제임스 매캔드류 등이 오타고 의회 고등교육 기관의 설립을 촉구하여 1869년에 설립된 대학(1871년 개교)이다. 뉴질랜드에서 가장 오래된 대학으로 처음에는 문학, 의학, 법률, 음악의 4개의 학문 영역에서 강의를 시작한다. 오타고 대학의 설립에 진력했던 번즈가 총장으로 취임했지만, 개교를 눈앞에 두고 1871년 1월 23일에 사망한다.
1874년에 연방 뉴질랜드 대학의 하나의 학교가 될 때까지 뉴질랜드 유일의 대학으로 존재했다. 그동안 알렉산더 윌리엄슨에게 유일한 학사 학위가 수여된다. 1873년 법률학교(현재 법학부), 1875년에 의학교 (현재의 건강과학부), 1878년 광물학부를 설립(광물학부는 1987년에 오클랜드 대학교로 이전). 1907년에 치과, 1911년 영양학부, 1912년에 상경학부, 1946에 신학부, 1947년에는 체육학부가 설립된다. 1961년 연방 뉴질랜드 대학은 해체되고 오타고 대학은 독립적인 대학 운영을 시작하여 대학 자율성을 취득한다. 2007년 교원 양성 기관인 더니딘 교육대학을 통합 오타고 대학 교육대학(인문학부의 한 종류)로 재편하였다.
뉴질랜드 남섬에서 유일한 의학계열학과가 있는 고등교육 기관으로서 의학, 약학, 치과, 물리 치료학과를 공부하는 학생이 많으며, 오타고 대학의 약 7%의 학생들은 지역 외부 출신이 차지한다.
오타고 대학, 오타고 폴리테크닉 등 고등교육 기관이 많이 모여있는 더니딘은 지역 인구에 비해 학생이 많은 학원도시로서의 기능을 가진다.

## 조직
- 상경학부

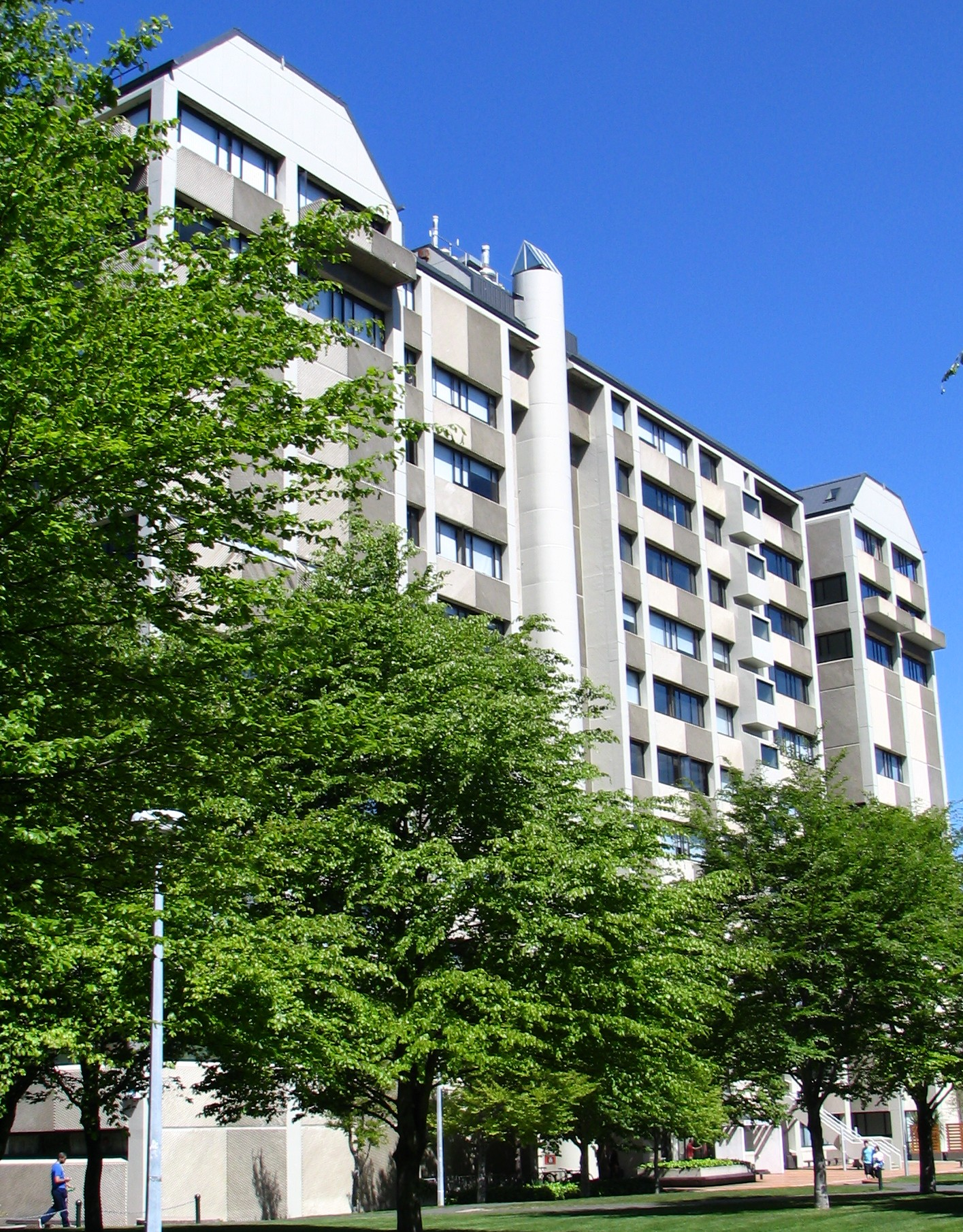
오타고대학 법학부(리처드슨 관)

  - Accountancy & Business Law
  - Economics
  - Executive Education
  - Executive Programmes
  - Finance & Quantitive Analysis
  - Information Science
  - Management
  - Marketing
  - Tourism

- 건강 과학 학부
  - Bachelor of Medical Laboratory Science
  - School of Dentistry
  - Bachelor of Dental Technology
  - School of Pharmacy
  - School of Physiotherapy
  - Otago School of Medical Sciences
  - Faculty of Medicine
    - Dunedin School of Medicine
    - Christchurch School of Medicine & Health Sciences
    - Wellington School Of Medicine & Health Sciences

- 인문학부
  - Anthropology

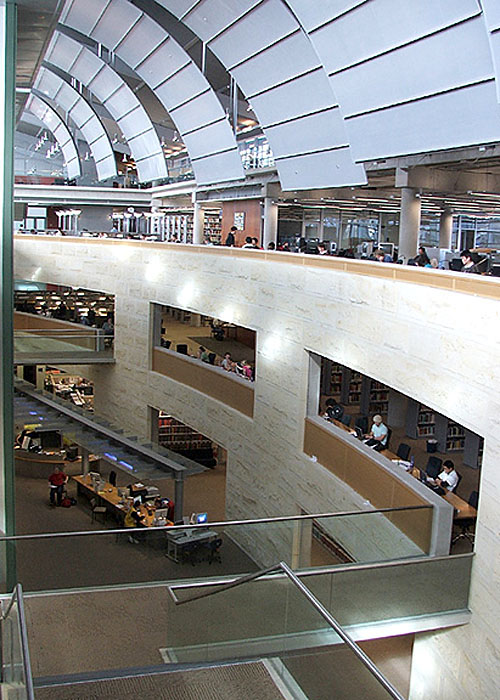
중앙도서관 내부

  - Center for the Study of Agriculture, Food and Environment(CSAFE)
  - Classics
  - College of Education
  - English
  - Geography
  - History
  - Department of Languages and Cultures
  - Faculty of Law
  - Media, Film and Communication Studies
  - Music, Theatre Studies and Performing Arts Studies
  - Philosophy
  - Political Studies
  - Social Work and Community Development
  - Te Tumu - School of Maori, Pacific and Indigenous Studies
  - Theology & Religious Studies

- 과학학부
  - Botany
  - Chemistry
  - Computer Sciences
  - Design Studies
  - Food Science / Clothing and Textile Sciences
  - Geology
  - Human Nutrition
  - Marin Science
  - Mathematics & Statistics
  - Physics
  - Psychology
  - Surveying
  - Zoology
  - School of Physical Education

## 특징
학교 건물이 더니딘 시내 중심부에 분산되어 있다. 중앙 도서관 외에 6개의 전문 도서관이 학교에 있다. 시계탑이 상징적인 네오고딕 양식의 건물은 더니딘을 상징하는 건축물이며 관광 명소가 되었다.
현재 상경학부, 건강과학대학, 인문학부, 이학부 4개 학부가 있는 종합대학이다. 세계적으로 높은 평가를 얻고 있는 의학부는 크라이스트처치, 웰링턴에 학외 캠퍼스를 가지고 있다. 교육 연구 및 원격 연구, 북섬의 연락 사무소를 겸하는 오클랜드 학교를 오클랜드, 교육 연구 (주로 유아 교육)과 교원 양성 기관 (주로 초등)을 겸한 사우스랜드 교사를 인버카길이 소유하고 있다.
학부생은 18,330명이며, 대학원생은 2,937명, 유학생은 2,352 명이 재학하고 있으며 학생수는 2008년도 학생 수는 기부 강좌의 참가자, 다른 대학에서 청강생 포함한다.
오타고 대학의 7%의 학생들은 지역 외부에서 온 학생들이며, 대학 인근에서 플래팅(Flatting)이라는 독신자끼리 공동생활을 하는 학생이 많다. 미국, 중국, 말레이시아에서 온 유학생이 많이 재학하고 있다.